# Gymnobela africana
Gymnobela africana is een slakkensoort uit de familie van de Raphitomidae. De wetenschappelijke naam van de soort is voor het eerst geldig gepubliceerd in 1996 door Sysoev.